# The Old Masters
The Old Masters es una caja recopilatoria del músico y compositor estadounidense Frank Zappa. En un principio iban a ser cinco cajas, quedándose finalmente en tres. Contrariamente al título de la recopilación, las cajas están repletas de remezclas muy distintas de sus álbumes originales (preparadas para su lanzamiento en CD). En el caso de We're Only In It For The Money y Cruising With Ruben & The Jets, la sección rítmica original fue regrabada por el bajista Arthur Barrow y el batería Chad Wackerman (Cruising With Ruben & The Jets también incluye a Jay Anderson).

## Caja 1
La primera caja de la serie consiste en cinco álbumes en directo de Zappa (Freak Out!, Absolutely Free, We're Only In It For The Money, Lumpy Gravy y Cruising With Ruben & The Jets) y un extra "Mystery Disc" con material inédito, que en aquel momento, no estaba disponible en otro sitio. Sólo las cajas 1 y 2 de Old Masters contienen un "Mystery Disc". En 1998, ambos "Mystery Discs" fueron combinados y editados como Mystery Disc por Rykodisc (con la omisión de dos pistas, "Big Leg Emma" y "Why Don'tcha Do Me Right", que ya se habían incluido como pistas adicionales del CD de Absolutely Free). También se lanzó un sampler con material de la caja recopilatoria.
Originalmente, todos los álbumes de la primera caja de Old Masters iban a contener nuevos overdubs, aunque finalmente no ocurrió así. Se preparó una remezcla de Lumpy Gravy, aunque nunca llegó a lanzarse (aunque aparece en parte en el sampler de Old Masters).

## Caja 2
La segunda caja contiene los álbumes Uncle Meat, Hot Rats, Burnt Weeny Sandwich, Weasels Ripped My Flesh, Chunga's Revenge, Fillmore East, June 1971 y Just Another Band From L.A.. Al igual que su predecesor, contiene un "Mystery Disc" con material inédito.

## Caja 3
La tercera caja contiene los álbumes Waka/Jawaka, The Grand Wazoo, Over-Nite Sensation, Apostrophe ('), Roxy & Elsewhere, One Size Fits All, Bongo Fury y Zoot Allures.